# Форж ле Бен
Форж ле Бен (фр. Forges-les-Bains) насеље је и општина у Француској у региону Париски регион, у департману Есон која припада префектури Палесо.
По подацима из 2011. године у општини је живело 3748 становника, а густина насељености је износила 257,06 становника/km². Општина се простире на површини од 14,58 km². Налази се на средњој надморској висини од 127 метара (максималној 169 m, а минималној 92 m).

## Демографија
| 1962. | 1968. | 1975. | 1982. | 1990. | 1999. | 2011. |
| ----- | ----- | ----- | ----- | ----- | ----- | ----- |
| 920   | 1.164 | 1.374 | 2.017 | 2.757 | 3.229 | 3.748 |

График промене броја становника у току последњих година